# ソニー・コーポレーション・オブ・アメリカ
ソニー・コーポレーション・オブ・アメリカ（英語: Sony Corporation of America、SONAM）は、アメリカ合衆国ニューヨークに本社を置く、日本の多国籍コングロマリットであるソニーグループの子会社。 同社の米国本社として機能し、同社の米国を拠点とする事業を管理している。 ソニー自体ができてわずか10数年の1960年2月15日にソニーの全額出資で設立された。

## 概要
ソニー傘下の主要なアメリカ企業は、ソニーエレクトロニクスUSA、ソニー・ピクチャーズ エンタテインメント、ソニー・インタラクティブエンタテインメント、ソニー・ミュージックエンタテインメント、ソニー・ミュージックパブリッシングなどがある。 
2016年12月、複数のメディアが、ソニーがテレビおよび映画事業を行っているソニー・ピクチャーズ エンタテインメントと、ゲーム事業（PlayStation）を行っているソニー・インタラクティブエンタテインメントを統合し、米国での事業の再編を検討していると報道した。 報道によると、この再編はソニー・ピクチャーズをソニー・インタラクティブの当時のCEOであった、アンドリュー・ハウスの支配下に置く計画だった。ある報告によると、ソニーは、テレビ、映画、ゲーム事業の合併の可能性について、2017年3月の会計年度末までに最終決定を下すとされていた 。しかし、2020年1月の時点でも、何も実現していない。 

## 子会社
| 名前                                                         | 設立          | ロケーション                   | 親会社                                              |
| ------------------------------------------------------------ | ------------- | ------------------------------ | --------------------------------------------------- |
| Sony Electronics USA Inc.                                    | 1960年2月15日 | カリフォルニア州 サンディエゴ  | ソニー・コーポレーション・オブ・アメリカ            |
| ソニー・エンタテインメント                                   | 2012年        | ニューヨーク市、ニューヨーク   | ソニー・コーポレーション・オブ・アメリカ            |
| ソニー・ピクチャーズ エンタテインメント（SPE）               | 1991年8月7日  | カリフォルニア州カルバーシティ | ソニー・エンタテインメント                          |
| ソニー・ピクチャーズ エンタテインメント・ジャパン（SPEJ）    | 1984年2月10日 | 日本、東京都                   | ソニー・ピクチャーズ エンタテインメント             |
| ソニー・ピクチャーズ モーション ピクチャー グループ（SPMPG） | 1998年        | カリフォルニア州カルバーシティ | ソニー・ピクチャーズ エンタテインメント             |
| ソニーピクチャーズ ホームエンターテイメント・インク（SPHE）  | 1978年6月     | カリフォルニア州カルバーシティ | ソニー・ピクチャーズ モーション ピクチャー グループ |
| ソニー・ワンダー                                             | 1991年7月26日 | ニューヨーク市、ニューヨーク   | ソニー・ピクチャーズ ホームエンタテインメント       |
| ソニー・ピクチャーズ テレビジョン（SPT）                     | 1948年11月    | カリフォルニア州カルバーシティ | ソニー・ピクチャーズ エンタテインメント             |
| ソニー・ミュージックエンタテインメント                       | 2008年        | ニューヨーク市、ニューヨーク   | ソニー・エンタテインメント                          |
| ソニー・ミュージックパブリッシング                           | 1955          | ニューヨーク市、ニューヨーク   | ソニー・エンタテインメント                          |
| ソニー・インタラクティブエンタテインメント                   | 2016年4月     | カリフォルニア州サンマテオ     | ソニー・コーポレーション・オブ・アメリカ            |
| Sony DADC US Inc.                                            | 1983          | テレホート、インディアナ州     | ソニー・コーポレーション・オブ・アメリカ            |
| ソニーモバイルコミュニケーションズ                           | 2001年10月1日 | カリフォルニア州サンマテオ     | ソニーモバイルコミュニケーションズAB                |

### その他の子会社
- ソニープラザパブリックアーケード（ニューヨーク、ニューヨーク）
- Sony Optical Archive（旧Optical Archive、サンノゼ、カリフォルニア）[11]
- ソニーバイオテクノロジー（旧iCytミッションテクノロジー、イリノイ州シャンペーン）[12][13]
- マイクロニクス社（ワシントン州レドモンド）[14]